# James Scott (football, 2000)
Pour les articles homonymes, voir James Scott.
James Scott, né le 30 août 2000 à Glasgow en Écosse, est un footballeur écossais qui évolue au poste d'avant-centre à Ross County.

## Biographie

### Carrière en club
Natif de Glasgow en Écosse, James Scott est formé par le Motherwell FC, qu'il rejoint en 2013. Il fait sa première apparition avec l'équipe professionnelle le 21 avril 2018, contre le Ross County FC. Il entre en jeu en fin de partie à la place de Curtis Main, et les deux équipes font match nul ce jour-là (0-0). 
Le 15 février 2019, James Scott signe un nouveau contrat avec son club, prolongeant ainsi son contrat jusqu'en juin 2022. Le 27 avril 2019, Scott inscrit son premier but en professionnel face au Dundee FC, lors d'un match riche en buts, où son équipe s'impose finalement 4-3. 
Le 4 décembre 2019, James Scott réalise son premier doublé en championnat, lors d'un match face à St Mirren, contribuant grandement à la victoire de son équipe (0-3).
Le 31 janvier 2020, il rejoint Hull City pour un contrat de trois ans et demi. Il fait sa première apparition sous ses nouvelles couleurs le 20 juin 2020 contre le Charlton Athletic, en championnat. Il entre en jeu à la place de Josh Bowler et son équipe s'incline par un but à zéro.
Le 20 août 2021, James Scott fait son retour en Écosse en rejoignant le Hibernian FC sous forme de prêt pour une saison,.
Le 31 janvier 2023, il rejoint Exeter City.

### Carrière en équipe nationale
Le 5 septembre 2019, James Scott joue son premier match avec l'équipe d'Écosse espoirs, contre Saint-Marin. Il entre en jeu en cours de partie, et les Écossais s'imposent sur le score de deux buts à zéro ce jour-là.

## Palmarès

### En club
- Hull City
  - Champion d'Angleterre de D3 en 2021.